# Quinto Servilio Prisco Fidenas
Quinto (o Publio) Servilio Prisco Fidenas, hijo del cónsul del año 463 a. C., fue nombrado dictador en el año 435 a. C. por el Senado, como consecuencia de la alarma encendida por la invasión de los veyenses y fidenates, que aprovechándose de la plaga que asolaba Roma, saqueaban el territorio romano, y avanzaron hasta cerca de la Puerta Collina. 
Servilio derrotó al enemigo sin dificultad, y persiguió a los fidenates hasta su ciudad, procedió a asediarla, y la tomó por medio de un túnel, poniendo fin a la guerra. Desde la conquista de esta ciudad recibió el apellido Fidenas, que fue luego adoptado por sus hijos, en el lugar de Estructo. 
Servilio es mencionado de nuevo en 431 a. C., cuando exhortó a los tribunos de la plebe para obligar a los cónsules a elegir a un dictador, con el fin de llevar a la guerra contra los volscos y ecuos. En 418 a. C., el ejército romano fue derrotado por los ecuos y los habitantes de Labicos, como consecuencia de las disensiones y la incompetencia de los tribunos consulares de ese año. Servilio fue nombrado dictador, por lo tanto, por segunda vez, llevando la guerra con éxito, derrotando a los ecuos, y tomó la ciudad de Labicos, donde el senado de inmediato estableció una colonia romana. (Liv. iv. 21, 22, 26 45-47).